# Agelaea
Agelaea – rodzaj roślin z rodziny bobniowatych (Connaraceae). Obejmuje 14–15 gatunków, według niektórych ujęć systematycznych nawet do 60. Występują one w tropikalnej Afryce i w południowo-wschodniej Azji. Niektóre gatunki wykorzystywane są jako rośliny lecznicze.

## Morfologia
Liany i wspinające się krzewy. Liście skrętoległe, trójlistkowe i ogonkowe. Kwiaty zebrane w wiechowate kwiatostany, obupłciowe i zwykle 5-krotne. Działki kielicha zwykle nieco omszone. Płatki korony równowąskie, dłuższe od działek i nagie. Pręcików jest zwykle 10, rzadziej 5 lub 15, przemiennie są dłuższe i krótsze, u nasady nieco zrośnięte. Owocolistków jest 5, zalążnia jest owłosiona, szyjki słupków cylindryczne, u nasady owłosione, zwieńczone drobnym, główkowatym lub trójłatkowym znamieniem. Owoce to gruszkowate mieszki, zwykle czerwone po dojrzeniu, omszone, osadzone w trwałym kielichu, zawierające po jednym nasieniu.

## Systematyka
Jeden z rodzajów roślin z rodziny bobniowatych (Connaraceae) z rzędu szczawikowców (Oxalidales).
Wykaz gatunków
- Agelaea annobonensis G.Schellenb.
- Agelaea baronii G.Schellenb.
- Agelaea borneensis (Hook.f.) Merr.
- Agelaea claessensii De Wild.
- Agelaea conraui G.Schellenb.
- Agelaea gabonensis Jongkind
- Agelaea insignis (Schellenb.) Leenh.
- Agelaea macrophylla (Zoll.) Leenh.
- Agelaea palmata Jongkind
- Agelaea paradoxa Gilg
- Agelaea pentagyna (Lam.) Baill.
- Agelaea poggeana Gilg
- Agelaea rubiginosa Gilg
- Agelaea trinervis (Llanos) Merr.